# شقیق (استان بیض)
شقیق (به عربی: شقیق) یک شهرداری در الجزایر است که در استان البیض واقع شده‌است.